# Rolf Bauer (Politiker)
Rolf Bauer (* 6. Dezember 1930 in Marktbreit; † 2. September 2023) war ein deutscher Kommunalpolitiker (CSU). Er war von 1970 bis 1984 Landrat des unterfränkischen Landkreises Kitzingen.

## Leben und Wirken
Rolf Bauer wurde am 6. Dezember 1930 im unterfränkischen Marktbreit geboren. Die Stadt war damals bereits Teil des Landkreises Kitzingen. Der Vater war Lehrer und die Familie zog früh nach Lindau im Bodensee, wo Bauer aufwuchs. Hier besuchte er auch das Gymnasium und legte sein Abitur ab. Anschließend studierte Bauer Rechtswissenschaft an der Ludwig-Maximilians-Universität München sowie an der Harvard University in Cambridge. Er schloss das Studium mit der Promotion ab. Die Dissertation drehte sich um das US-amerikanische Wertpapierrecht.
Im Jahr 1958 trat Rolf Bauer als Jurist in den bayerischen Staatsdienst ein und arbeitete bei der Regierung von Unterfranken. Mit dem Beginn seiner Karriere ist auch der Eintritt in die CSU verbunden, der ebenfalls 1958 erfolgte. In den folgenden Jahren wechselte Bauer immer wieder die Anstellung, wurde Beamter am Bundesverwaltungsgericht in Berlin und arbeitete in den Landratsämtern Lohr, Hofheim in Unterfranken und Kitzingen.
Bauer kandidierte im Jahr 1970 gegen den von der CSU aufgestellten Kandidaten zum Landrat des Landkreises Kitzingen und wurde mit Unterstützung der meisten Ortsbürgermeister gewählt. Es folgte der vorübergehende Ausschluss aus der CSU. Wenige Jahre später wurde dieser wieder rückgängig gemacht. Als Landrat trieb Bauer die Umsetzung der Gemeindegebietsreform voran. Die Stadt Kitzingen verlor ihren Status als kreisfreie Stadt und das Kreisgebiet wurde durch Gemeinden aus den aufgelösten Landkreisen Gerolzhofen und Scheinfeld erweitert.
Bei den Wahlen 1972 und 1978 wurde Bauer im Amt bestätigt. Erst 1984 nominierte die Partei den späteren Nachfolger Bauers, Siegfried Naser. In der Folgezeit übernahm Bauer wieder verstärkt juristische Tätigkeiten. Zunächst arbeitete er wieder für die Regierung von Unterfranken. Nach der Wiedervereinigung baute er in Thüringen die Ämterstrukturen nach westdeutschem Vorbild mit auf. Bereits 1988 zog Bauer wieder nach Marktbreit. Bauer verließ nach dem Ende seiner Dienstjahre die CSU.
Er verstarb am 2. September 2023.

## Mitgliedschaften und Auszeichnungen
- 1984: Bundesverdienstkreuz am Bande[4]
- Ehrenring des Landkreises Kitzingen[5]